# Liefrink-Haus

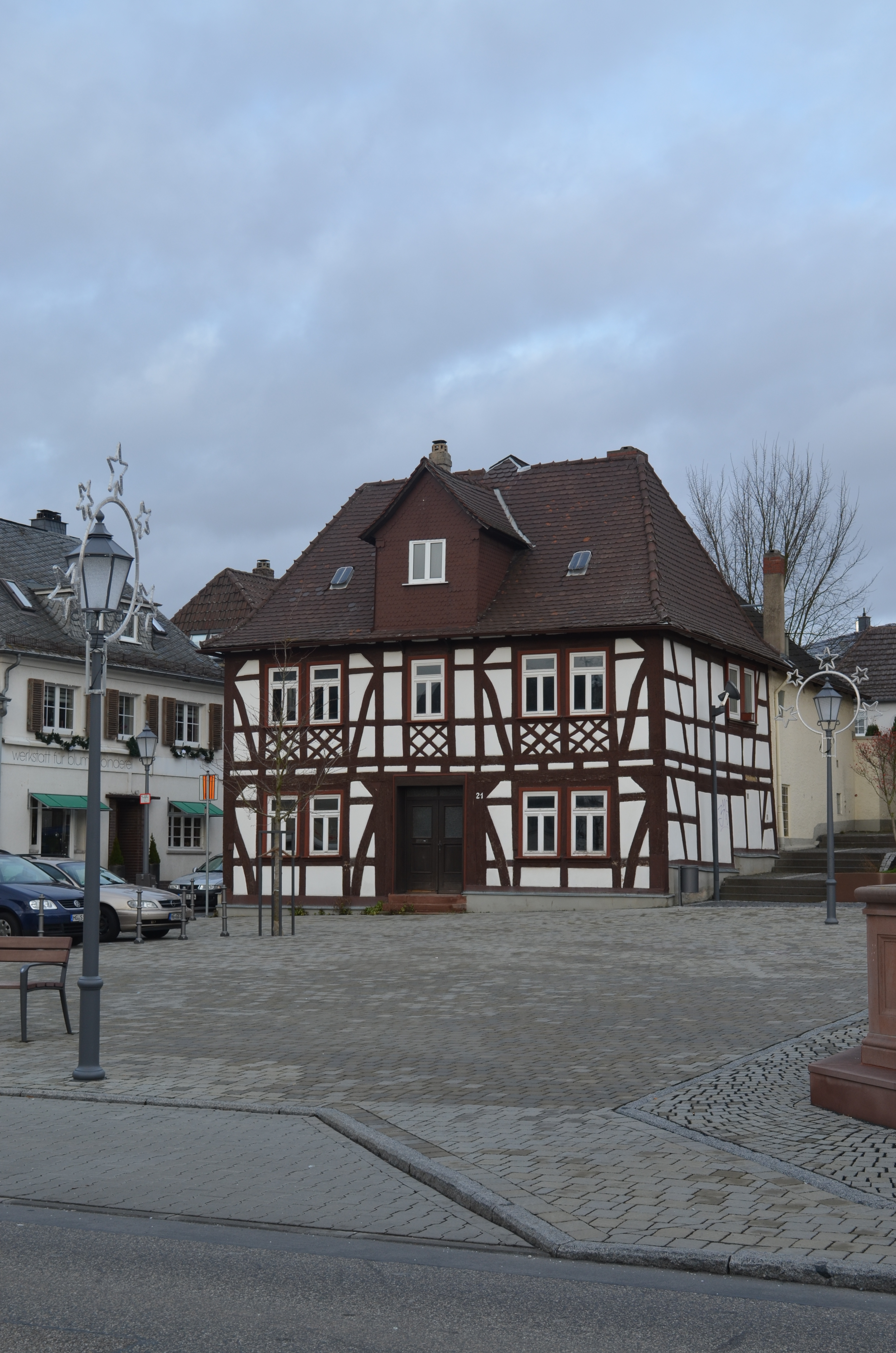
Liefrink-Haus

Das Liefrink-Haus ist ein ab 1698 gebautes denkmalgeschütztes Haus am Marktplatz 21 in Usingen. Es ist ein wichtiger Teil der denkmalgeschützten Baugruppe „Barocke Neustadt“.
Das Liefrink-Haus wurde gemeinsam mit den Nachbarhäusern rund um den Marktplatz durch Hofbaumeister Benedikt Burtscher erbaut. Es handelt sich um ein zweistöckiges Fachwerkhaus. Seit 2012 ist es im Besitz der Stadt Usingen. Seit der Sanierung wird es als Restaurant von einem privaten Pächter genutzt.

## Das Gebäude

### Teil des Ensembles Marktplatz
Das Gebäude ist ein markantes Strukturelement des Marktplatzes. Der Marktplatz wird an seinem Kopfende durch die zentrale Hugenottenkirche beherrscht. Rechts und links der Kirche befinden sich die beiden bauähnlichen alleinstehenden Fachwerkhäuser Marktplatz 21 und 25. Beide sind gegenüber der Kirche vorgezogen und bilden so mit ihren Seiten einen kleinen Vorplatz der Kirche und unterstreichen durch ihre Symmetrie die herausgehobene Stellung der Kirche.
Die Platzanlage plante Johann Emmerich Küntzel, der Usingen aber 1698 verließ. Die Bauten selbst wurden durch Benedikt Burtscher umgesetzt.

### Fachwerk
Die Fassade besteht aus Zierfachwerk. Die Hauptfassade zum Marktplatz hin ist streng symmetrisch und wird durch den mittigen Eingang und den zentralen Dacherker zentriert. Das Fachwerk weist an den Eckständern und an der Eingangstür jeweils halbe Figuren des Hessenmannes auf. An der Seite zur Schulhofstraße befindet sich auch ein vollständiger „Hessenmann“.
Die Hauptfassade des Hauses weist unter den Fenstern zusätzliche Zierformen in Form von übereinandergelegten Andreaskreuzen und Rauten auf.
Die Kellermauern und die Sockelmauern wurden aus einheimischem Schieferbruchstein erbaut.

### Aufteilung
Ein Keller bestand nur unter der vorderen Hälfte des Gebäudes. Im Erdgeschoss ergab sich eine Teilung in vier Stuben mit drei angeschlossenen kleinen Kammern durch einen zentralen Flur. Auch das Treppenhaus war mittig angeordnet.
Die „gute Stube“ lag linker Hand des Eingangs und ihr schloss sich eine Kammer an. Die Küche wurde von einem offenen Herd mit einer großen Abzugshaube darüber geprägt. Durch den dadurch entstehenden Ruß kann die Lage der ursprünglichen Küche feststellen. Sie lag im hinteren Raum zur Kirche hin.
Rückseitig war nachträglich ein Anbau angefügt worden. Dieser wurde im Rahmen der Sanierung 2013 abgerissen und durch einen Neubau ersetzt, der die Küche des vorgesehenen Restaurants aufnehmen wird.

## Sanierung 2013
Nach dem Kauf durch die Stadt wird das Haus umfangreich saniert. Die Kosten von 900.000 Euro werden durch einen Landeszuschuss von 60.000 Euro, aus Mitteln des Sanierungstopfes der Stadt in Höhe von rund 340.000 Euro und durch 500.000 Euro aus dem städtischen Haushalt aufgebracht.

## Eigentümer
Der Bauherr des Hauses war der Metzger Heinrich Kröcker. 1720 verkaufte er das Haus an Michael Guckenbühler von dem es an dessen Schwiegersohn, den Koch Nicolaus Schnorr überging. 1762 erwarb der reformierte Lehrer Wilhelm Beckmann das Haus. 1785 wird Mathias Gahr als Eigentümer genannt. 1831 erwarb Elisabeth Heldt das Haus, das später in den Besitz ihres Sohnes, des Blaufärbers Georg August Heinrich Heldt überging. Später ist ein Ferdinand Fuchs als Eigentümer aktenkundig. 1887 wird ein Fritz Reinhard als Eigentümer genannt und Ende des 19. Jahrhunderts ist Emil Reinhard Eigentümer. Mit Elfriede Liefrink, geborene Reinhard geht das Haus in den Besitz der Familie Liefrink über, die das Haus bis 2012 hält.